# Ваганян, Рафаэль Артёмович
Рафаэль Артёмович Ваганя́н (арм. Ռաֆայել Վահանյան; 15 октября 1951, Ереван) — советский и армянский шахматист; гроссмейстер, чемпион СССР (1989). Заслуженный мастер спорта СССР (1989).

## Биография
Гроссмейстер Рафаэль Ваганян родился в Ереване 15 октября 1951 г. Научился играть в шахматы в 5 лет. Его отец, учитель физики, был страстным любителем шахмат и поощрял увлечение сына. В 16 лет Рафаэль стал чемпионом СССР среди школьников, а в 18 — одним из победителей международного юношеского турнира в Гронингене.
В 1969 году в Ленинграде в матч-турнире трёх лучших молодых мастеров страны определялся участник чемпионата мира в Стокгольме: Рафик Ваганян, Миша Штейнберг и Толя Карпов.
Ваганян всего на год позже своего товарища Карпова стал международным гроссмейстером, победив в 1971 на турнире во Врнячка-Баня, где он набрал 11 очков из 15, опередив Л. Любоевича, Л. Штейна, Б. Ивкова. Конгресс ФИДЕ присвоил ему звание гроссмейстера в порядке исключения, так как Ваганян ещё не имел звания международного мастера.
С 10-й попытки Ваганян поднялся на всесоюзную вершину, став чемпионом СССР в 1989 году. До этого трижды становился призёром: в 1974 − 3-4-е; в 1975 — 2-5-е; в 1982/83 − 3-4-е.
В составе сборной СССР — победитель двух Всемирных шахматных олимпиад (1984, показал лучший результат на 3-й доске — 8½ очков из 10, и 1986), двух командных чемпионатов мира (1985, показал лучший результат на 3-й доске — 6 очков из 8, и 1989), трех командных чемпионатов Европы (1980, 1983, 1989), участник матча с командой избранных шахматистов мира (1984).
Творческая палитра игры Ваганяна многогранна. Он может и провести партию в тонком позиционном стиле, и одержать победу в острокомбинационных схватках. По собственному признанию, в его характере есть черты, мешающие стабильности спортивных результатов: «Иногда могу позволить „слабинку“ при подготовке к турниру, а в другой раз, понадеявшись на свою интуицию, сделаешь непродуманный ход. Но шахматы очень ревнивы. Они не прощают и тени легкомыслия, жестоко бьют за малейшую вольность…».

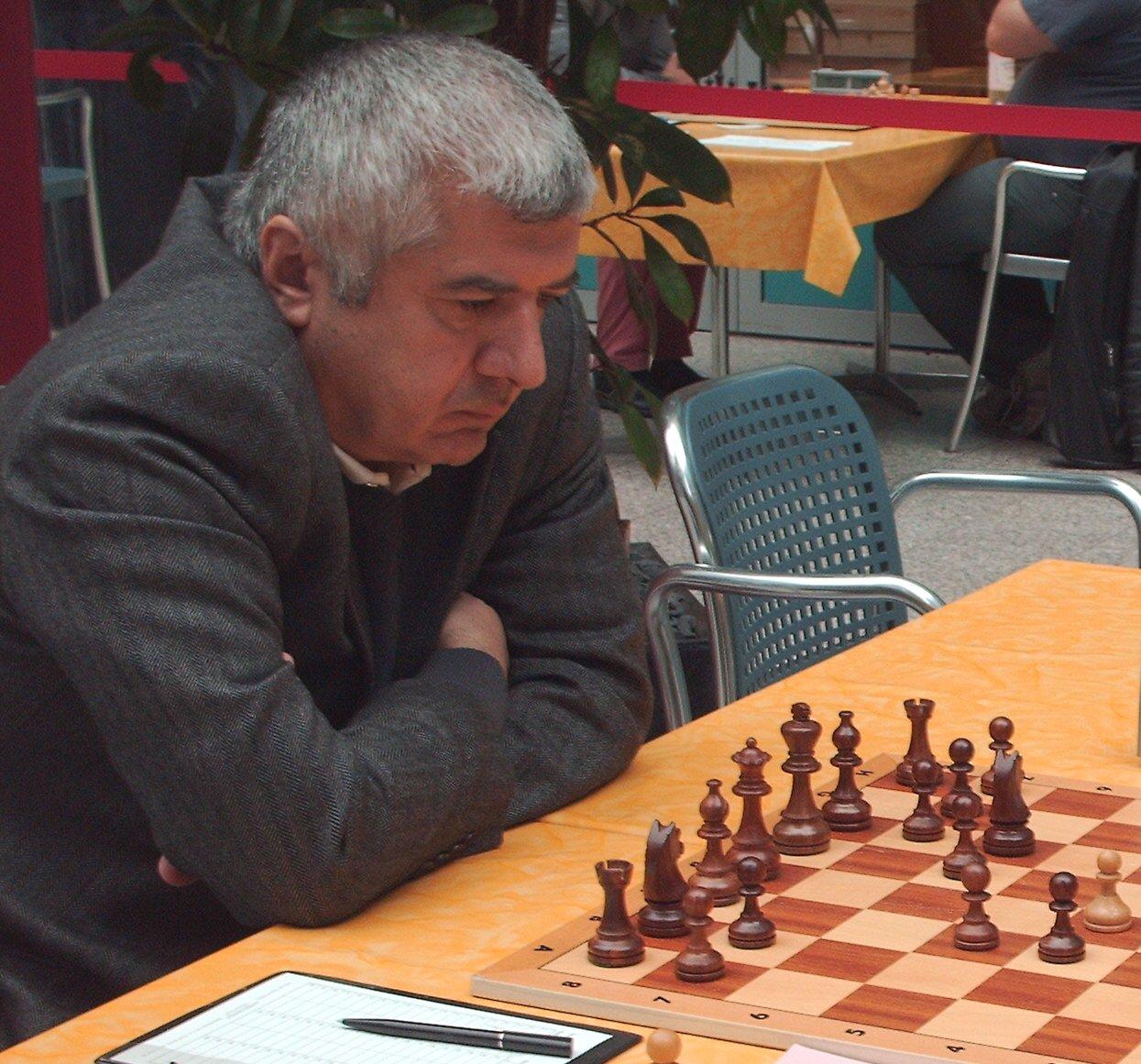
2006 год

С 1975 года Ваганян участвовал в соревнованиях на первенство мира. В 1985 он выиграл межзональный турнир в Биле, а затем на турнире претендентов в Монпелье разделил 1-3-е места с А. Юсуповым и А. Соколовым. В полуфинале уступил Соколову 2:6 (1986). В следующем цикле борьбы за мировое первенство проиграл в 1/8 финала Л. Портишу 2,5:3.5 (1988).
Среди других высоких турнирных результатов Ваганяна — первые призы: Валенсия и Крагуевац (1974), Сан-Фелиу де Гишолс (1975), Рим и Сан-Паулу (1977), Кировакан (1978), Лас-Пальмас (1979), Манила (1981), Москва (1982), Гастингс (1982/83), Таллин (1983), Львов (1984), Нествед (1985), Сочи (1986), Марсель и Ленинград (1987), Эсбьерг и Копенгаген (1988), Миссисауга, Рейкьявик и Торонто (1990), Москва (1991), Тер Апель и Нью-Иссенборг (1992), Реджо-нель-Эмилия (1992/93), Тер Апель и Харрлем (1993), Лонг Бич (1994), Реджо-нель-Эмилия (1994/95), Москва (2004 — «Аэрофлот-опен»). В 1988-90 был участником розыгрыша Кубка мира, лучший результат показал в Роттердаме (1989)-3-е место.
В 2019 году стал чемпионом мира среди сеньоров старше 65 лет.

## Награды
- Медаль «За заслуги перед Отечеством» 1-й степени (3 сентября 2011) — по случаю 20-летия независимости Республики Армения, за значительный вклад в развитие шахмат, выдающиеся успехи и блестящие победы[2][3]
- Почётный гражданин Еревана (2012)

## Изменения рейтинга
| Графики недоступны из-за технических проблем. См. информацию на Фабрикаторе и на mediawiki.org. |